# رنتسو پیانو
رنتسو پیانو (ایتالیایی: Renzo Piano؛ ‏ ایتالیایی: [ˈrɛntso ˈpja:no]؛ ‏ تلفظ نام‌خانوادگی: ‎/piˈɑːnoʊ/‎ pee-AH-noh) معمار برجسته ایتالیایی ست.

## زندگی
رنتسو پیانو معمار و مهندس مطرح ایتالیایی در ۱۴ سپتامبر ۱۹۳۷ در شهر جنوا در ایتالیا زاده شد. او در دورهٔ ابتدایی چیزی نمانده بود که از مدرسه اخراج شود.
از جملهٔ ساختمان‌های مشهور وی می‌توان به مرکز ژرژ پمپیدو (به همراه ریچارد راجرز در سال ۱۹۷۷ میلادی)، برج شارد در لندن (۲۰۱۲) و موزه هنر آمریکایی ویتنی در نیویورک سیتی (۲۰۱۵) اشاره کرد.
وی در سال ۱۹۹۸ برای طراحی فرودگاه بین‌المللی کانسای در ژاپن، جایزهٔ پریتزکر دریافت کرد.
او ابتدا برای تحصیل معماری به دانشگاه فلورانس رفت. در دورهٔ اشغال دانشگاه‌های ایتالیا از سوی دانشجویان در میلان نزد فرانکو البینی به یادگیری عملی معماری پرداخت.
در ۱۹۶۴ تحصیلات خود را در رشتهٔ معماری در پلی‌تکنیک میلان با پایان‌نامه‌ای دربارهٔ ساختمان‌های عربی در قسمت‌های داخلی لیگوریا به پایان برد و به همکاری با استادش مارکو تسانوسو پرداخت.
به لطف پدر، که مانند چهار عمو و برادرش همه پیمانکار ساختمانی بودند، بی‌درنگ به کار حرفه‌ای و کارگاهی پرداخت و اولین روابط حرفه‌ای خود را با مشتریان پایه گذاشت.
او از ۱۹۶۵ تا ۱۹۷۰ بین انگلستان و ایالات متحده در سفر بود تا تحصیلات خود را تکمیل کند. در همین دوران با ژان پِرُووِه (۱۹۰۱–۱۹۸۴)، معمار فرانسوی آشنا و دوستی پایدار و پر ثمرش با او آغاز شد. ژان پرووه بعدها رئیس ژوری گزینش طرح پروژهٔ مرکز پمپیدو شد.
از سال ۱۹۷۱ تا ۱۹۷۷ با ریچارد راجرز در طراحی مرکز ملی هنر و فرهنگ ژرژ پمپیدو همکاری کرد.

## پروژه‌های به اتمام رسیده

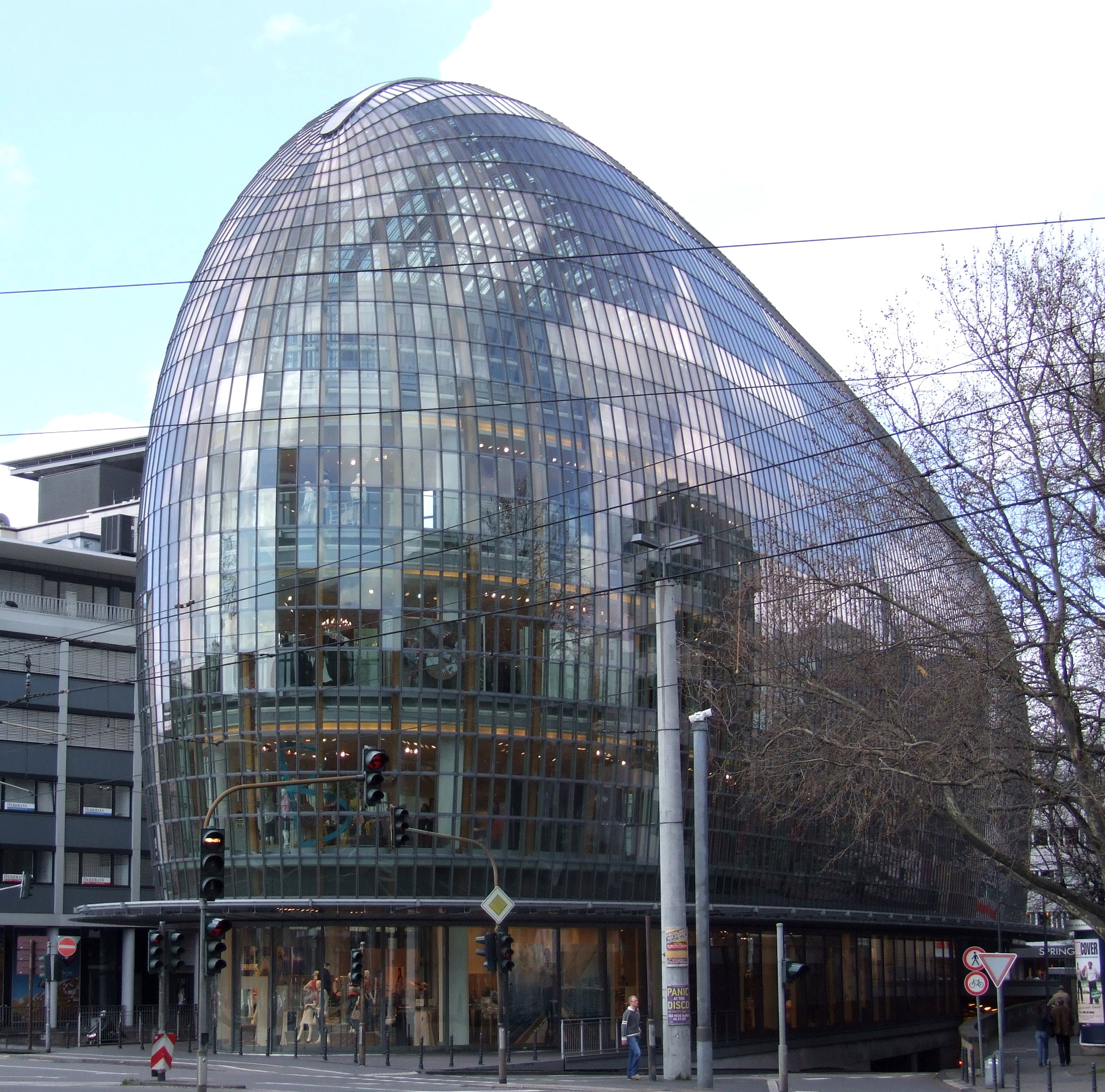
ولت‌اشتادهاوس در کلن آلمان.

- ساختمان‌های اداری B&B italia در نووه دراته، کومو (Novedrate, Como)
- منازل شخصی در کوزاگو (Cusago)، میلان
- مرکز ملی هنر و فرهنگ ژرژ پمپیدو (Centre Pompidou) در پاریس آغاز از ۱۹۷۱
- ساختمان تأسیسات شرکت اتومبیل‌سازی فیات در شهر تورینو ایتالیا
- ورزشگاه سن نیکولا در شهر باری ایتالیا
- Potsdamer Platz پوتز دامر پلاتز در شهر برلین آلمان
- مجموعه برج‌های سیدنی استرالیا
- ساختمان مرکز علم و تکنولوژی ملی هلند در شهر آمستردام
- ساختمان آکادمی علوم ایالت کالیفرنیا در سانفرانسیکو آمریکا
- مجتمع ورزشی راوانا
- ایستگاه مترو جنوا
- پایانه مسافربری کانسای
- برج شارد لندن

## جوایز

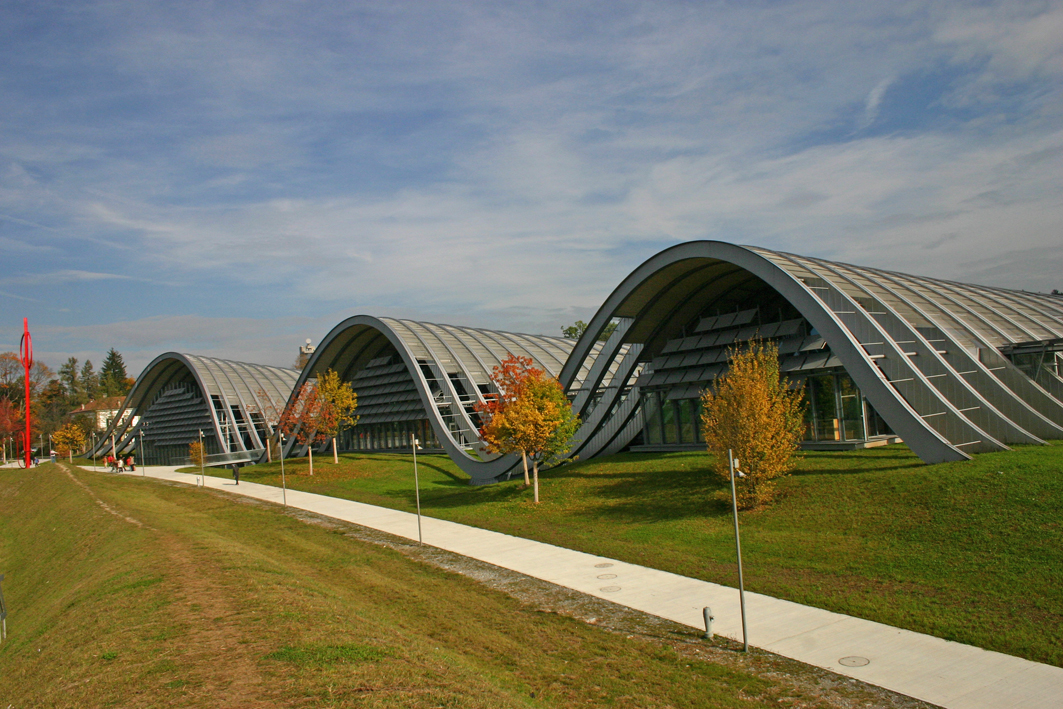
«مرکز پاول کِلِه» از آثار رنتزو پیانو در برن سوئیس

- عضویت افتخاری جامعه معماران آمریکا، آمریکا، ۱۹۸۱
- مدال طلای انستیتو سلطنتی معماران بریتانیا، انگلستان، ۱۹۸۹
- نشان نشان شایستگی از جمهوری ایتالیا از هیئت دولت ایتالیا، رم، ایتالیا، ۱۹۸۹
- جایزه کیوتو، بنیاد ایناموری، کیوتو، ژاپن، ۱۹۹۰
- عضویت افتخاری دانشکده هنر و تحقیقات آمریکا، آمریکا، ۱۹۹۴
- سفیر حسن نیت یونسکو، ۱۹۹۴
- جایزه میکل آنجلو رم، ایتالیا، ۱۹۹۴
- جایزه اریز موز، آمستردام، هلند، ۱۹۹۵
- جایزه معماری پریتزکر، کاخ سفید، واشینگتن، آمریکا، ۱۹۹۸
- معمار دانشکده ملی سن لوکا، رم، ایتالیا، ۱۹۹۹
- سلطان معماری، ونیز، ایتالیا، ۲۰۰۰
- جایزه لئوناردو، رم، ایتالیا، ۲۰۰۰
- جایزه وکسنر، مرکز هنر وکسنر، کلومبوس، اوهایو، آمریکا، ۲۰۰۱
- مدال طلای ای آی ای، ۲۰۰۸